# Asplenium nidus
Espèce
Asplenium nidus est une espèce de fougères de la famille des Aspleniaceae. On l'appelle aussi fougère nid d'oiseau.
Elle est originaire d'Australie, d'Asie et d'Afrique.

## Description
C'est une fougère acaule, native des forêts tropicales d’Asie. Elle présente de larges frondes entières lancéolées de 30 à 150 cm sur 4 à 20 cm, légèrement ondulées sur les bords, réunis en « entonnoir » et présentant périodiquement de nombreux sores (amas de sporanges) linéaires bruns à leur face inférieure. Le "nid" formé par les frondes n'est pas assez étanche pour conserver l'eau mais, au fil des mois, il s'y accumule une grande quantité de feuilles mortes qui fournit à la plante non seulement de la matière nutritive  mais aussi de l'humidité.
Elle dépasse rarement les 50 cm mais peut atteindre le mètre voire 1,5 m de long.

## Habitat

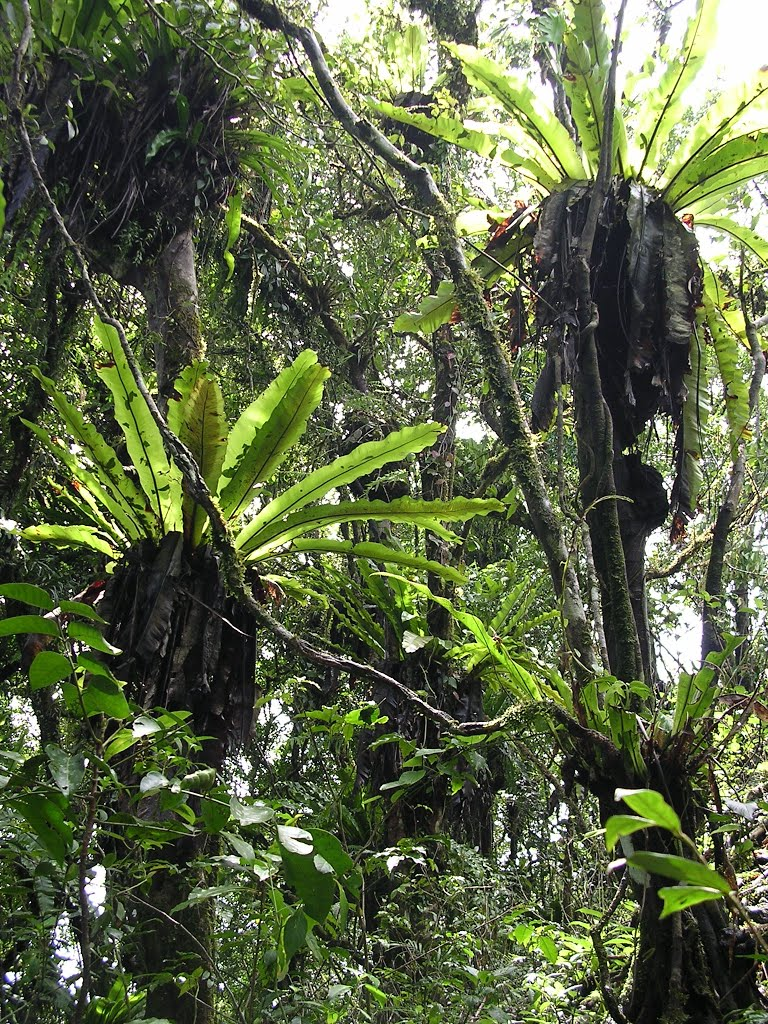
Asplenium nidus en Atauro, Timor-Leste

Elle est épiphyte dans son milieu : elle pousse sur la cime des arbres ou sur les troncs dans les régions tropicales, subtropicales et tempérée d'Asie, de Polynésie, d'Australie et d'Afrique orientale. 
Elle peut être cultivée sur des supports très aérés, humifères et légèrement acides. Elle préfère en permanence une atmosphère très humide, une lumière diffuse et une température de l’ordre de 20 °C.